# Johann Friedrich Burmester
Johann Friedrich Burmester (* 25. Oktober 1795 in Mölln; † 10. Juni 1855 in Groß Grönau) war ein evangelisch-lutherischer Pastor, Konsistorialassistent und Lauenburgischer Geschichtsschreiber.

## Leben und Wirken
Burmester wuchs als Sohn des Johann Peter Burmester, Ratsherr und Brauer in Mölln, auf. Er besuchte das Katharineum zu Lübeck bis zum Abitur Michaelis 1814. Von 1814 bis 1817 studierte er Theologie an der Universität Göttingen. 
1818 wurde er als Rektor in Ratzeburg angestellt, 1829 wurde er Diakonus und Garnisonspfarrer an der St.-Petri-Kirche (Ratzeburg). Von 1834 bis zu seinem Tod war er Pastor in Groß Grönau. 
Burmester, der ein enges Verhältnis zu Superintendent Carl Friedrich Wilhelm Catenhusen hatte, bemühte sich um die Belebung des lutherischen Glaubens. Er war als geistlicher Konsistorialassessor am Lauenburgischen Konsistorium, der Kirchenleitungsbehörde, tätig.
Daneben befasste Burmester sich intensiv mit der Geschichte der Kirche im Lauenburgischen und brachte nach intensiven Quellenforschungen 1832 seine Beiträge zur Kirchengeschichte des Herzogthums Lauenburg heraus. Diese enthalten Beschreibungen sämtlicher Kirchengemeinden im damaligen, mit der Krone Dänemarks verbundenen Herzogtum Sachsen-Lauenburg mit Listen aller Pastoren. Sein Werk war die erste Darstellung der Kirche im Lauenburger Land seit Hieronymus Wigand von Lafferts Nachricht von den Pfarrkirchen aus dem Jahr 1715. 1882 erfolgte eine aktualisierte Neuauflage durch Pastor Johann August Amann.
Burmester war auch an der Herausgabe des Lauenburgischen Kirchengesangbuchs von 1841 beteiligt.

## Werke
- Beiträge zur Kirchengeschichte des Herzogthums Lauenburg. Ratzeburg 1832 (Digitalisat).